# Past & Present
Past & Present ist eine geschichtswissenschaftliche britische Zeitschrift, die eine führende Rolle bei der Entwicklung der Sozialgeschichte spielte.
Als Gründer der Zeitschrift gilt John Morris, der 1949/1950 die Idee zu der neuen Zeitschrift hatte. Er verfolgte zunächst das Konzept einer marxistisch ausgerichteten Zeitschrift, sein erster Titelvorschlag war Bulletin of Marxist Historical Studies. Morris sprach mit Freunden und Kollegen, vor allem mit marxistischen Historikern der Communist Party Historians Group, die sich jedoch, zumal in der ersten Hochphase des Kalten Kriegs, eher an einer breiter ausgerichteten Zeitschrift beteiligen wollten. So entstand die Idee zu einer Zeitschrift, die marxistische und nichtmarxistische Historiker vereinen sollte, die die konservativen Einstellungen und Methoden der damaligen britischen Geschichtswissenschaft nicht teilten und neue Wege gehen wollten. Trotz der personellen Verbindungen zur Kommunistischen Partei blieb die Zeitschrift unabhängig von dieser und ihrer offiziellen Historikergruppe. Nach einigen Vorarbeiten konnte im Februar 1952 die erste Ausgabe erscheinen.
Morris’ Konzeption zufolge sollte die Zeitschrift nach Möglichkeit alle historischen Themengebiete abdecken, die einzelnen Artikel sollten auch für Laien auf dem jeweiligen Gebiet verständlich sein. In den Anfangsjahren wurde dies dadurch gewährleistet, dass alle Mitarbeiter alle Artikel lasen, später sollte jeder Aufsatz zumindest von einem fachfremden Historiker gegengelesen werden, um unverständlichen Fachjargon zu vermeiden. Zu den ersten Mitarbeitern gehörten namhafte Historiker wie Geoffrey Barraclough, R. R. Betts,  Arnold Hugh Martin Jones, David Beers Quinn und Eric Hobsbawm sowie der Prähistoriker Gordon Childe.
Die Zeitschrift erscheint viermal jährlich bei der Oxford University Press im Auftrag der Past and Present Society.